# Tetranchyroderma pachysomum
Tetranchyroderma pachysomum is een buikharige uit de familie Thaumastodermatidae. Het dier komt uit het geslacht Tetranchyroderma. Tetranchyroderma pachysomum werd in 1993 voor het eerst wetenschappelijk beschreven door Hummon, Todaro & Tongiorgi. 